# Стара будівля Університету (Валлетта)
35°53′54″ пн. ш. 14°30′56″ сх. д. / 35.89833333° пн. ш. 14.51555556° сх. д.
Стара будівля університету (мальт. L-Università l-Qadima або L-Università l-Antika), також відомий як Кампус Валлетти - кампус Університету Мальти, розташований поруч із Церквою Єзуїтів у Валлетті, Мальта. Будівництво почалося в 1595 році, і спочатку в ньому розміщувався єзуїтський коледж, відомий як Collegium Melitense Societatis Jesu. Будівлю довелося ремонтувати після того, як вона була пошкоджена вибухом у 1634 році та землетрусом у 1693 році.
Мальтійський університет був заснований у 1769 році після вигнання єзуїтів, і він продовжував використовувати ту саму будівлю. Незважаючи на те, що в 1960-х роках університет переїхав до значно більшого кампусу в Таль-Крокк у Мсіді, у будівлі Старого університету все ще розміщується кілька університетських кафедр, і воно використовується для лекцій і конференцій.

## Історія

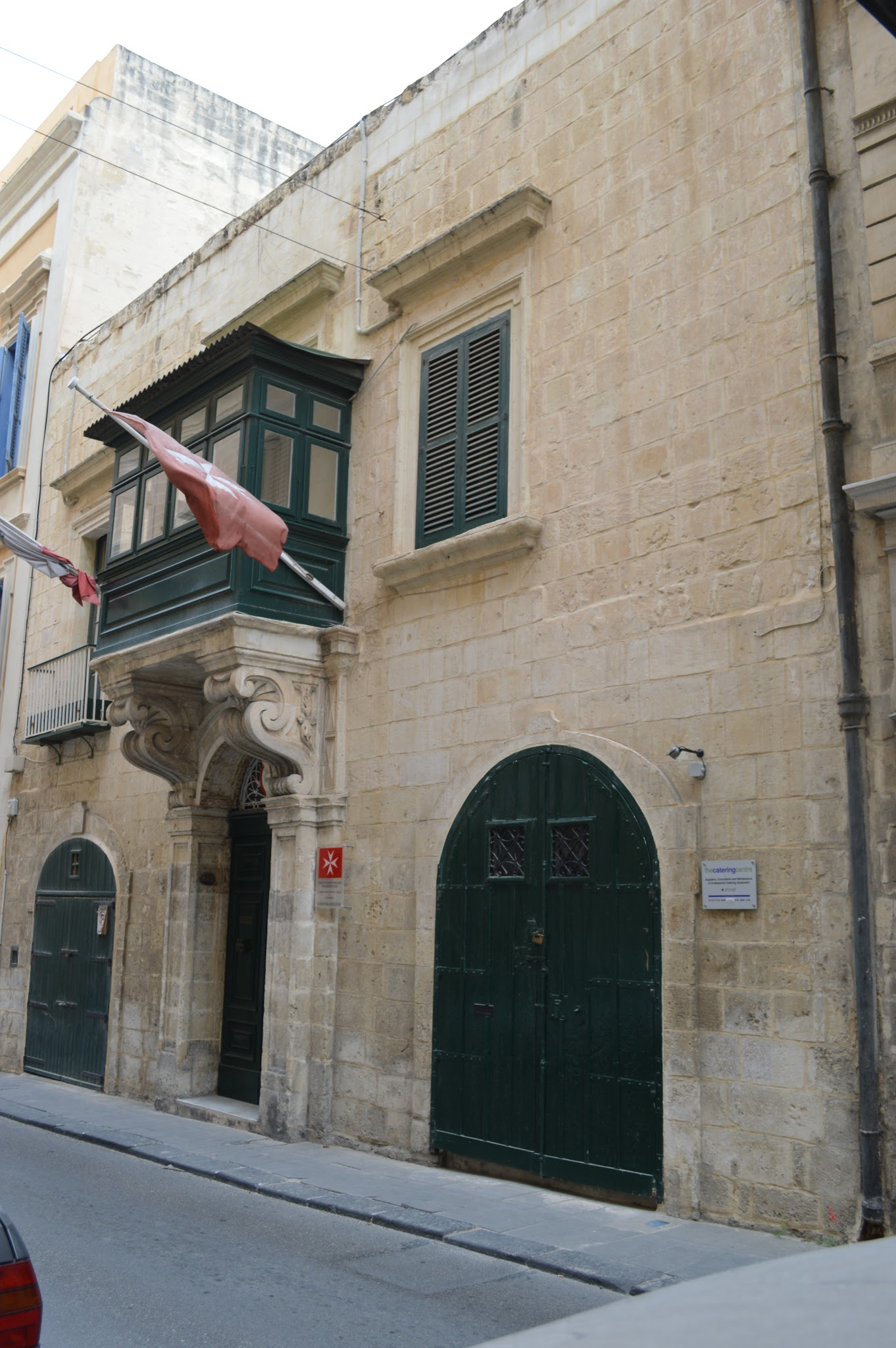
Palazzino Sapienti — спочатку частина кампусу Старого університету, де розміщувався офіс вищих чиновників

### Передумови та конструкція
Попередником Мальтійського університету був Collegium Melitense Societatis Jesu, єзуїтський коледж, заснований 12 листопада 1592 року Спочатку це було розташовано в старому будинку в Валлетті, але новий комплекс для розміщення коледжу та єзуїтської церкви вже був замовлений єпископом Томмазо Гаргалло. Будівля була спроектована Джузеппе Валеріано (пізніші зміни були здійснені іншими архітекторами, можливо, включаючи Вінченцо Казанові).
Будівництво нинішньої будівлі розпочалося 4 вересня 1595 року, коли великий магістр Мартін Гарзез заклав фундамент. Будівництво тривало швидко, і коледж переїхав до будівлі в 1597 році, а будівництво було завершено в 1602 році Церква була завершена в 1609 році

### Використання та події

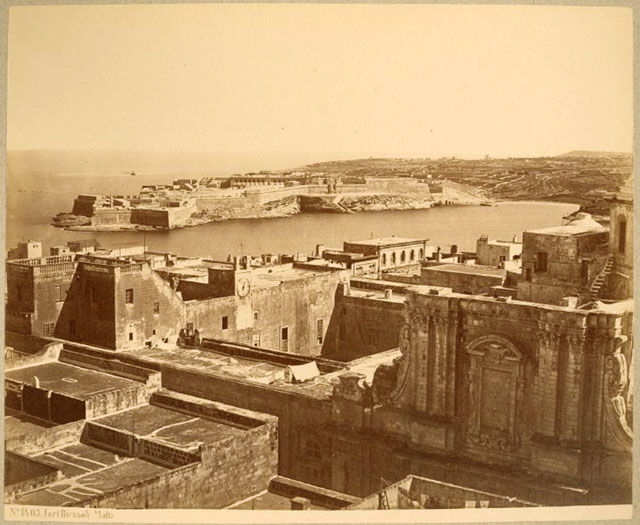
Стара будівля університету та костел єзуїтів на фото Джорджіо Зоммера бл. 1880 рік

12 вересня 1634 року як коледж, так і прилегла церква були серйозно пошкоджені внаслідок вибуху на пороховому заводі. Будівлі відремонтували, а церква повністю перебудувала фасад. Розробку нового дизайну довірили Франческо Буонамічі. Подальші пошкодження зазнали під час землетрусу на Сицилії 1693 року. У 1695 році на тильній частині будівлі встановлено сонячний годинник з латинським написом. На початку XVIII століття частина споруди була перетворена на постійну виставку, де відбувалося розміщення артефактів з колекції старовинностей Сіантара, які походили з його колишньої резиденції в Марсі. Це привернуло увагу кількох істориків того часу і підвищило інтерес до античності на Мальті. Однак невдовзі після вигнання єзуїтів колекція розійшлася серед тих, хто мав бажання придбати її з мінімальною увагою до збереження артефактів.

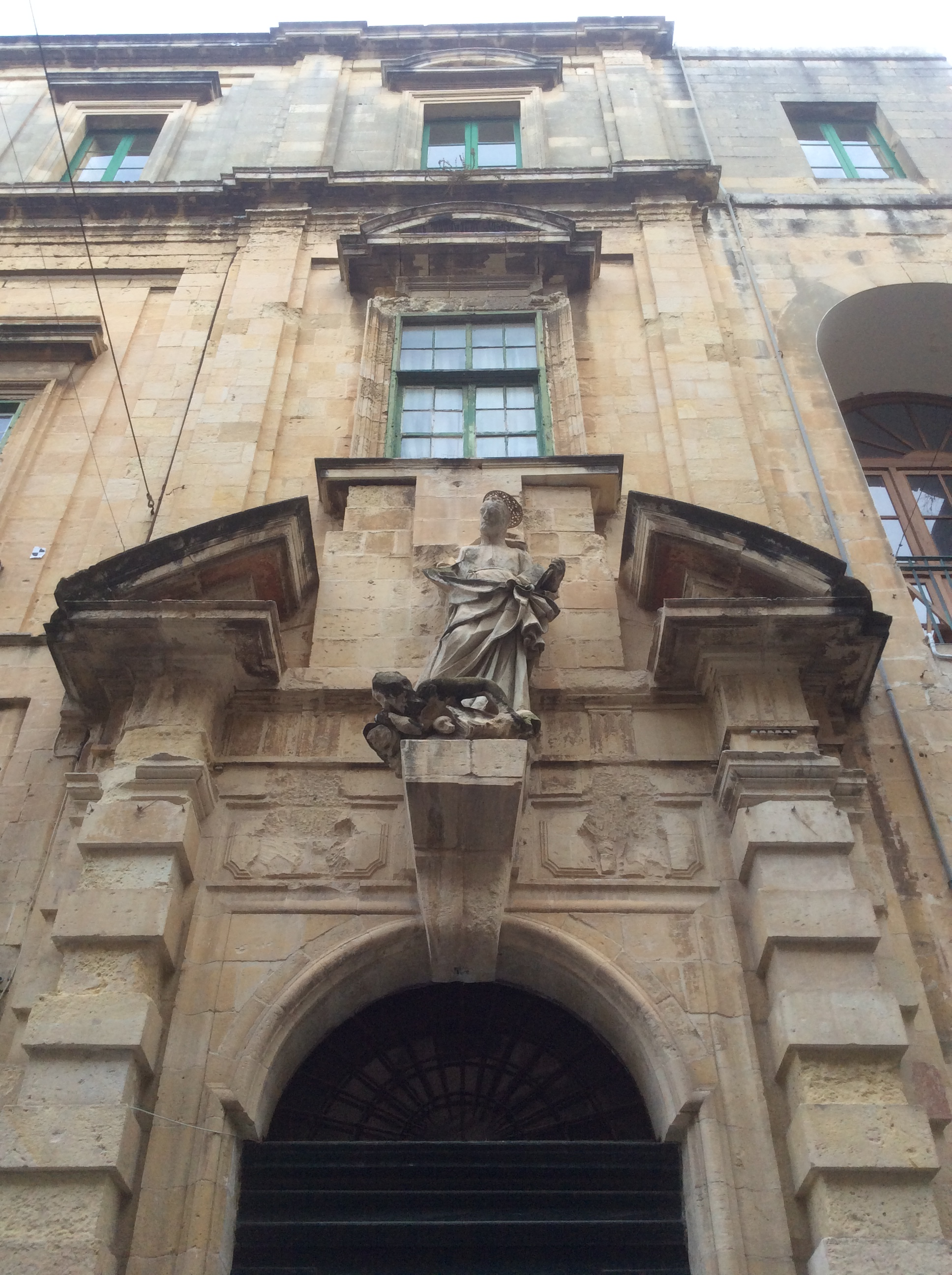
Портал Старого корпусу університету

У 1768 році єзуїтів вигнали з Мальти, і будівля стала власністю Казначейства ордена Святого Іоанна. Проте навчання продовжилося, а професори зберегли свої посади. Папа Римський підтвердив заснування Мальтійського університету 20 жовтня 1769 року. Мальтійський університет офіційно почав існувати 22 листопада 1769 року, коли великий магістр Мануель Пінто да Фонсека підписав указ про заснування Pubblica Università di Studi Generali. Університет був ненадовго призупинений під час магістратури Франсіско Хіменеса де Техади в 1770-х роках, але він був відновлений його наступником Еммануелем де Рохан-Полдуком у 1779 році.
Університет був замінений на École Centrale під час французької окупації Мальти з 1798 по 1800 рік, але був знову відкритий сером Олександром Боллом під час британського протекторату Мальти. На початку 19 століття деякі частини будівлі були здані в оренду для комерційних приміщень, серед яких був перший банк Мальти, відомий як Англо-мальтійський банк, заснований 20 червня 1809 року. У 1810 році були реконструйовані комерційні приміщення. У травні 1824 року в задній частині будівлі був відкритий додатковий вхід, прикрашений британським гербом. Під час Другої світової війни в будівлі розміщувався Центр захисту від повітряних нальотів. Часом тут також розташовувалися англо-мальтійська бібліотека та ліцей.
З часом кампус став занадто малим, щоб розмістити весь університет. Лабораторії Еванса (нині відомі як Будівля Еванса), будівля поблизу Sacra Infermeria у Валлетті, була урочисто відкрита в 1959 році для того, щоб розмістити факультет природничих наук. У 1968 році медична школа переїхала в будівлю поблизу лікарні Святого Луки в Гвардаманга. Наприкінці 1960-х років університет відкрив набагато більший кампус у Таль-Крокку в Мсіді, і більшість факультетів переїхали туди. Університет зберіг лише перший поверх будівлі Валлетти та переїхав з другого поверху в 1978 році. Однак у 2011 році університет відремонтував і знову відкрив другий поверх

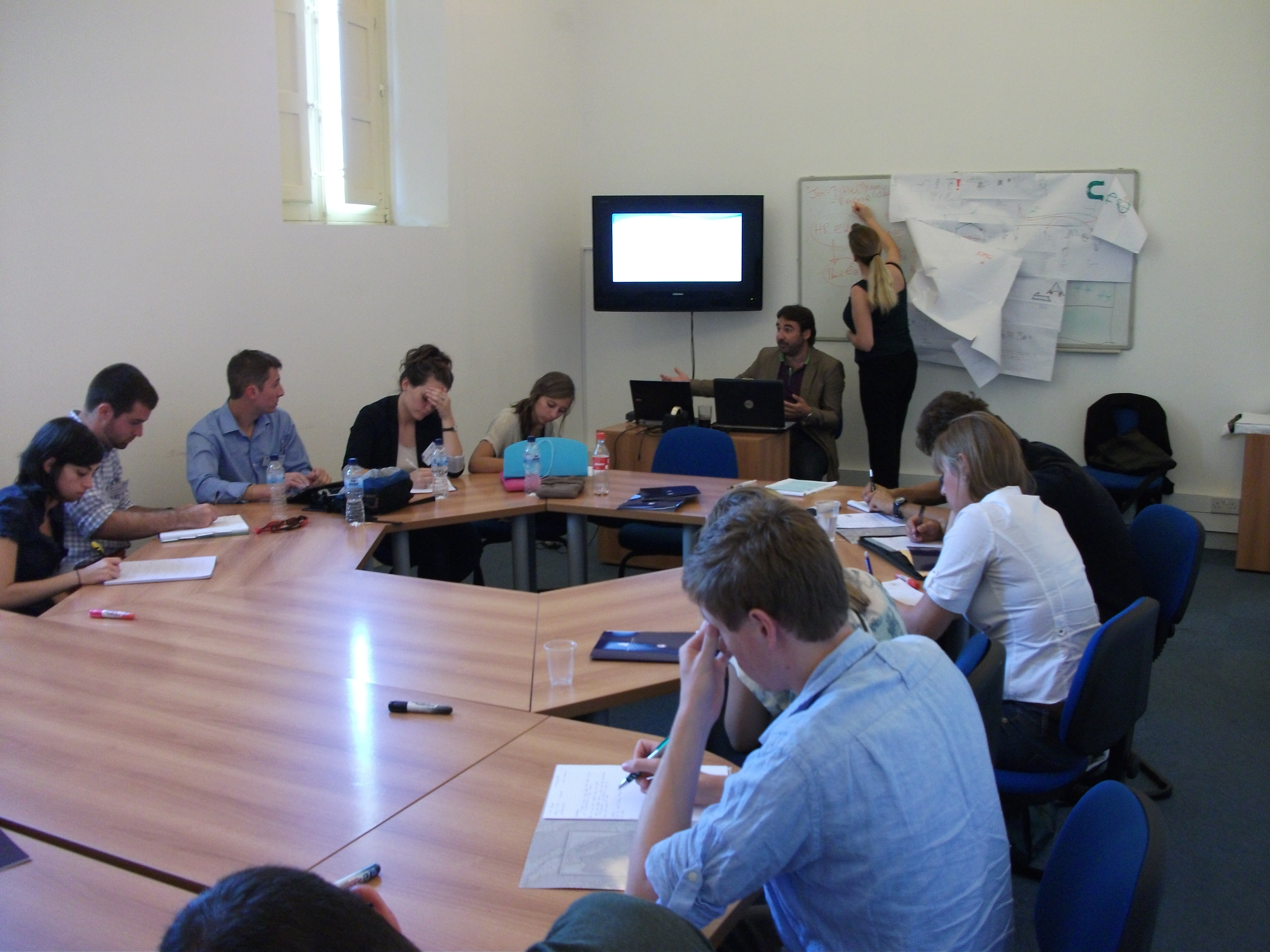
Лекції в кампусі Валлетти

Будівля Старого Університету зараз є одним із трьох кампусів Мальтійського університету, іншими є кампус Msida та Gozo Campus у Ксевкії. У певний час головний офіс Heritage Malta був розташований у будівлі. Сьогодні в кампусі Валлетти розташовані міжнародні програми співпраці, Trust Research Innovation & Development і відділ конференцій і заходів. Він також використовується для проведення міжнародних конференцій і семінарів, а також ряду коротких курсів і літніх шкіл.

### Спадщина та реставрація
Стара будівля університету внесена до Національного переліку культурних цінностей Мальтійських островів. Фасади Старого корпусу університету та прилеглої церкви були відреставровані між 2016 і 2019 роками

## Архітектура

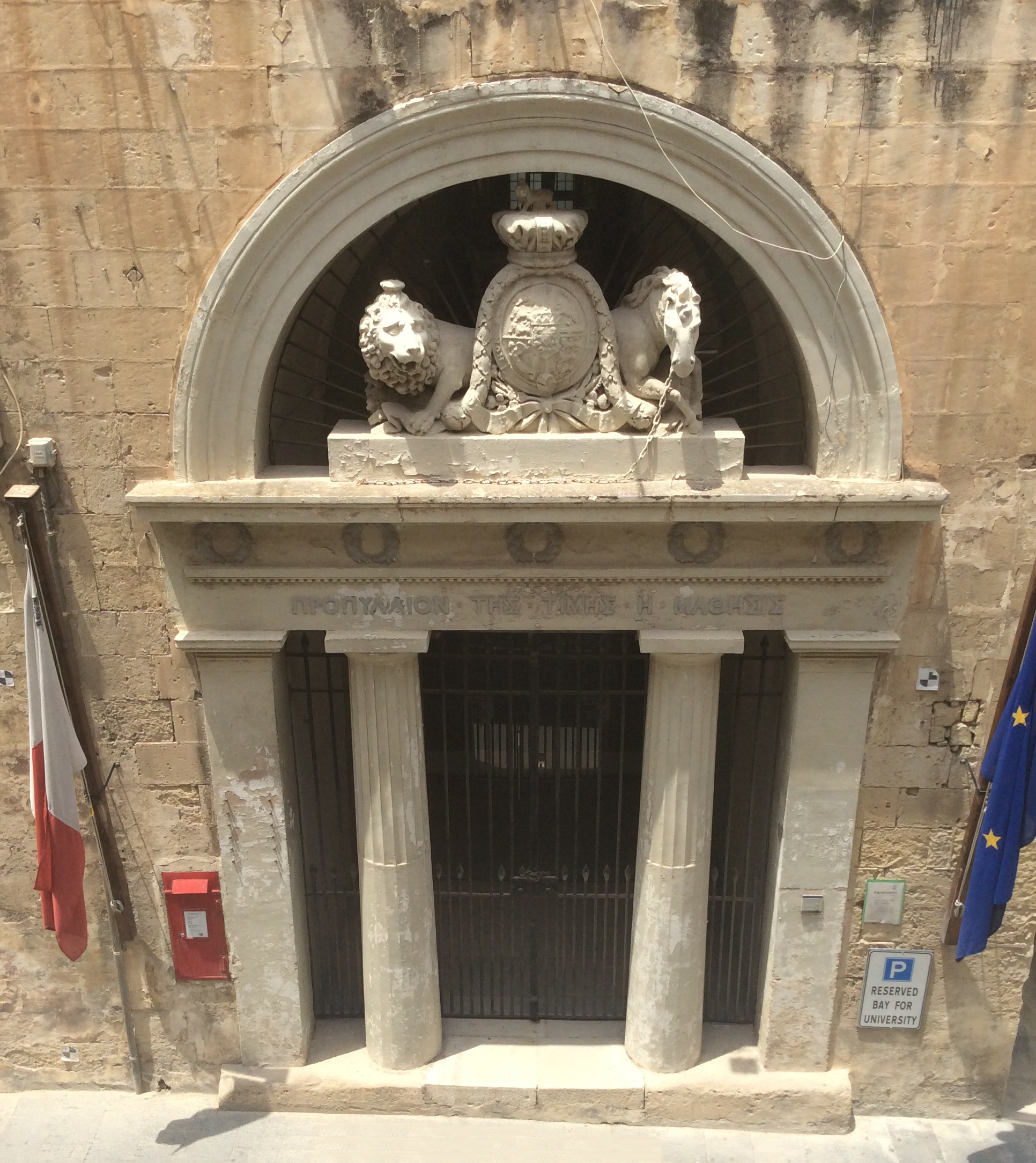
Задній вхід з британським гербом

Будівля Старого університету розташована в межах міського кварталу, який межує з вулицями Мерчантс, Св. Христофора, Св. Павла та Архієпископа, і він розташований поруч із костелом єзуїтів, який був побудований одночасно з коледжем. Будівля триповерхова. Його план типовий для громадських будівель епохи Відродження, що складається з приміщень, побудованих навколо центрального внутрішнього двору. Це лекційні аудиторії, аудиторії та келії для священиків-єзуїтів, які з'єднані коридорами. Сьогодні частина камер використовується як офіси. Будівля також містить ряд залів засідань, лекційних кімнат, кімнат для переговорів, аудиторію та Aula Magna.
Задній вхід, відкритий у 1824 році, є прикладом неокласичної архітектури і складається з арки з двома доричними колонами, що підтримують перемичку, над якою зображено королівський герб Сполученого Королівства. На перемичці є грецький напис, що означає «навчання — шлях до відмінностей». Ці ворота зазвичай приписують Джорджіо Пуллічіно, який на той час був професором архітектури в університеті. Його також приписують полковнику Джорджу Вітмору з королівських інженерів, але це малоймовірно. Дизайн, ймовірно, був запозичений у Клода Ніколя Леду.